# Jan van Brakel
Jan van Brakel (Rotterdam, ca. 1618 – 10 juli 1690) was een Nederlands vlootvoogd.
Over Van Brakels vroegste leven is niets met zekerheid bekend, zelfs zijn geboortejaar is een raadsel. Schattingen lopen uiteen van 1618, het traditioneel gegeven jaar, tot 1642. Vaak wordt het jaartal 1638 genoemd en als geboorteplaats Rotterdam. Onduidelijk is wie de ouders van Jan van Brakel zijn, genoemd worden Johan van Brakel en Hendrika Millink, maar er is wel gedacht dat marinekapitein Pieter van Brakel zijn vader zou zijn, alhoewel die werd geboren in 1624. Een andere kandidaat is diens oudere broer kapitein Cornelis van Brakel.
Hij duikt tijdens de Tweede Engels-Nederlandse Oorlog in de geschiedenis op: in 1665 was hij bij de Admiraliteit van de Maze luitenant-commandeur van het jacht de Kat (18 kanonnen) dat te laat uitvoer om nog mee te doen aan de Slag bij Lowestoft; in datzelfde jaar werd hij benoemd tot luitenant-commandeur van de brander Rotterdam (zes kanonnen), die in 1666 meedeed aan de Vierdaagse Zeeslag. Zijn schip ging, zoals bedoeld, verloren. In de Tweedaagse Zeeslag was hij opnieuw commandeur van een brander, de Lammertje Kweek; hij redde toen, met een aantal sloepen van een net mislukte aanval tegen de Royal Charles terugkerend, de Gelderland van Willem Joseph van Ghent van een aanval door een Engelse brander. Op 22 september 1666 werd hij als beloning benoemd tot buitengewoon kapitein van een fregat. Bemanningen van branderschepen hadden een lage levensverwachting; alleen de meest wanhopigen monsterden in zo'n functie aan. Dat kan wijzen op een zeer nederige afkomst; later zouden Van Brakels bemanningen notoir zijn vanwege hun slechte discipline. Kapiteins van branders maakten zelden carrière. Als andere verklaring voor het feit dat hij brandercommandant was, wordt ook wel zijn opvliegende en roekeloze karakter gegeven.
Hij werd de held van de Tocht naar Chatham in 1667, omdat hij met zijn schip de Vreede de ketting zou hebben doorbroken die de Medway afsloot. In feite was het vermoedelijk de brander Pro Patria; Van Brakel zelf heeft overigens nooit anders beweerd. Hij nam echter wel stormenderhand het fregat Unity, een cruciaal moment in het verloop van de expeditie. Hij had zich speciaal voor de aanval aangeboden om een straf te ontlopen die hem boven het hoofd hing omdat zijn bemanning tegen de strengste orders in toch aan het plunderen was geslagen. Van Brakel kon de Unity als prijs mee naar Nederland nemen wat hem een prijsgeld van 12.000 guldens opleverde. Door de Staten-Generaal werd hij beloond met een gouden ereketen. Op 17 december 1667 werd hij gewoon kapitein.
Een goed voorbeeld van Van Brakels onbesuisde karakter vormt een vlagincident dat hij in 1668 veroorzaakte: kruisend in de Middellandse Zee had hij voor de grap de Engelse vlag onder de Nederlandse hangen. Na een woedend protest door de Engelse ambassadeur werd Van Brakel door de Staten-Generaal berispt. Ook schold Van Brakel rond die tijd eens luitenant-admiraal Michiel de Ruyter uit toen die per ongeluk op straat tegen hem aan gebotst was.
Hij onderscheidde zich tijdens de Derde Engels-Nederlandse Oorlog in de Slag bij Solebay toen hij als kapitein van de Groot Hollandia de Royal James aanviel en hielp vernietigen, de enige keer in de geschiedenis dat een zwaar Engels linieschip in een direct gevecht met de Nederlandse vloot tot zinken gebracht zou worden. Tegen de nadrukkelijke orders van De Ruyter in, verliet Van Brakel diens eskader en klampte zijn schip aan de veel grotere Engelse oorlogsbodem, die binnen anderhalf uur in een zinkende toestand werd gebracht. Admiraal Lord Sandwich weigerde echter zijn vlaggenschip aan de eenvoudige kapitein Van Brakel over te geven; het werd later door een brander vernietigd. Ook de Groot Hollandia was er echter ernstig aan toe: twee derde van de bemanning was dood of gewond en het vaartuig moest na terugkeer worden afgeschreven. Die winter werd Van Brakel met zijn resterende mannen aan de verdediging van Gouda toegevoegd.
In de Slag bij Kijkduin in 1673 was hij kapitein van de Voorzichtigheid — de benoeming is wel gezien als een kleine hint van de kant van Admiraliteit van de Maze. Verder trok hij in 1674 naar de Middellandse Zee in de eerste Franse Zee-Oorlog (1672-1678) (deel van de Hollandse Oorlog). Opnieuw onderscheidde zijn bemanning zich in ongunstige zin door ernstig wangedrag. In 1678 werd hij kapitein van De Zeven Provinciën. Op 5 april 1684 werd hij benoemd tot schout-bij-nacht bij de Admiraliteit van Amsterdam en bevocht de Barbarijse zeerovers in 1687. Hij was tussen oktober 1688 en januari 1689 tijdelijk viceadmiraal op de Maze op de vloot van Willem III van Oranje, bij diens overtocht naar Engeland in 1688.

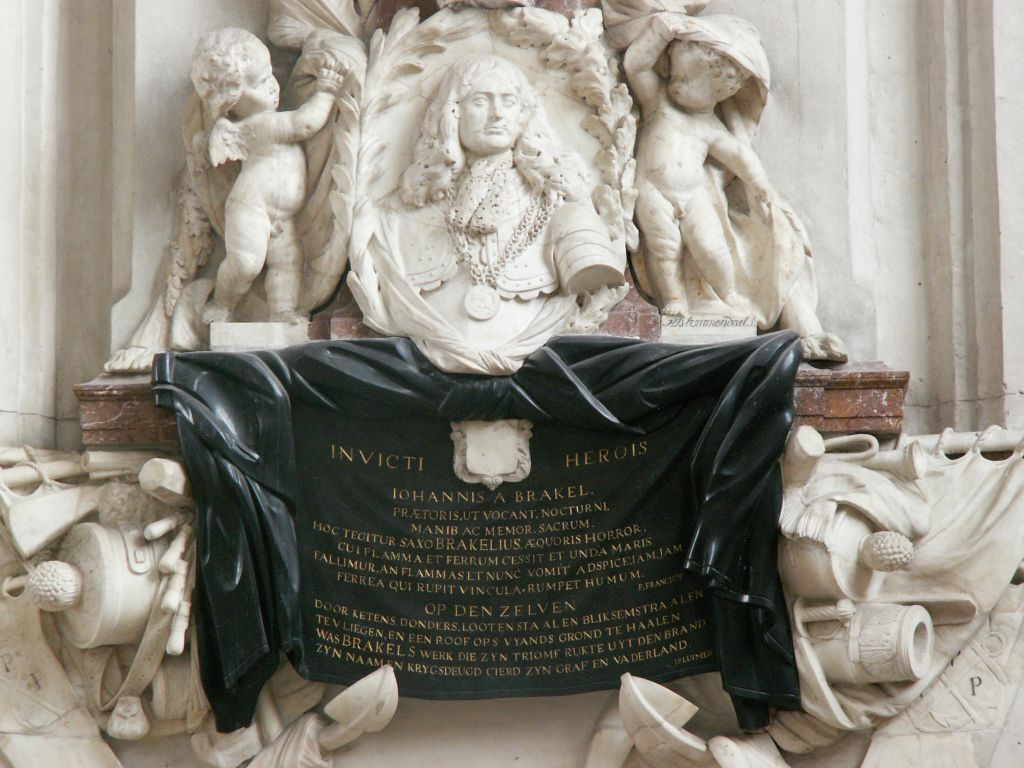
Praalgraf (hoofdgedeelte) met grafschrift.

Van Brakel sneuvelde in de Slag bij Beachy Head (op zijn Frans de Slag bij Bevesier) toen hij op de Veluwe geraakt werd door een kanonskogel en heeft een praalgraf in de St.-Laurenskerk te Rotterdam, een werk van Johannes Blommendael. Zijn witmarmeren grafzerk met familiewapens en opschrift ligt in de Reformatiekapel van de kerk. Zijn grafdicht, met verwijzingen naar Chatham en zijn carrière als branderkapitein, luidt:
Door ketens, donders, loot en staal en bliksemstraalen
Te vliegen, en een roof op 's vyands grond te haalen
Was BRAKELS werk, die zyn triomf rukte uyt den brand
Zyn naam en krygsdeugd cierd zijn graf en vaderland.
De Koninklijke Marine heeft twee schepen naar hem vernoemd:
- Hr.Ms. Jan van Brakel (1936) een mijnenlegger, gebouwd door de Koninklijke Maatschappij de Schelde uit Vlissingen
- Hr.Ms. Jan van Brakel (1983) een fregat, uit de Kortenaerklasse

- Biografisch Portaal: 15234176
- Digitale Bibliotheek voor de Nederlandse Letteren: brak019
- Gemeinsame Normdatei: 142920967
- International Standard Name Identifier: 0000 0003 9559 4683
- Library of Congress Control Number: nb2017008440
- Nederlandse Thesaurus van Auteursnamen: 273432826
- Virtual International Authority File: 290348964
- WorldCat: E39PBJrWGv3v6HwBYMVPgJxqwC